# 노수현
노수현(盧壽鉉, 1899년~1978년 9월 6일)은 일제 강점기와 대한민국의 화가, 친일파이다. 아호는 심산(心汕)이다.

## 생애
황해도 곡산 출신으로, 할아버지가 천도교 계열 독립 운동가 노헌용이다. 어려서 아버지를 잃고 조부 손에서 자랐다.
보성고등보통학교를 중퇴한 뒤, 조선서화미술회 강습소의 동양화과에 입학하여 안중식, 조석진에게서 동양화를 공부하고 화가가 되었다. 이상범, 최우석과는 서화미술회 강습소 동기생이다.
이용우, 변관식 등 소장 동양화가들과 함께 동연사를 조직해 활동했고, 조선미술전람회에서 여러차례 입상하며 독자적인 화풍을 구축했다. 노수현의 화풍은 전통 관념산수화의 이상주의적 맥을 계승하기에 보수성이 강한 편이다. 소재는 심산유곡, 특히 바위산을 즐겨 다루었다.

노수현의 연작만화 멍텅구리 '운전수편' <신시대> 1941년 1월호. 이 연작만화는 내용이 매우 특별하다. 형식만 만화일 뿐 내용은 일제강점기 말기의 '전시체제 국민요강 홍보물'에 해당한다.

1923년 조선일보에 입사한 뒤 동아일보에서도 삽화가로 근무했다. 조선일보에서 연재한 최초의 신문연재만화 〈멍텅구리 헛물켜기〉는 많은 인기를 모았고 영화화되기도 했다. 1934년 5월부터 17월까지는〈머저리와 문여리〉시리즈를 연재하기도 했다. 이러한 명랑 시리즈물은 미국의 매기와 지그스(maggie and jiggs) 시리즈와 그림체가 유사한 것으로 보아 이것의 영향을 받은 것으로 보인다.
광복 후 서울대학교에 미술대학을 설립하고 교수를 지냈으며, 대한민국예술원 회원을 역임하고 은관 문화훈장도 수상했다. 서울대에서 제자를 많이 양성하여 대한민국의 동양화단에 큰 영향을 미쳤다. 몰골준법이나 우점기법을 말년에 고안하기도 했다.
일제 강점기 말기에 친일 잡지 《신시대》에 만화 〈멍텅구리〉를 통해 전쟁 지원을 역설하는 등 일제에 협력한 행적이 있다.

## 사후
- 2005년 서울대학교 교내 단체가 발표한 '서울대학교 출신 친일인물 1차 12인 명단'에도 들어 있다.[3] 반면 노수현의 한국화가 조선 산수화의 민족적 전통을 잇고 있으며 주제 의식이 자주적이었다는 평가도 있다.[4]
- 2008년 민족문제연구소가 선정한 친일인명사전 수록예정자 명단 미술 부문에 포함되었다.

## 같이 보기
- 멍텅구리 헛물켜기
- 머저리와 문여리

## 참고자료
- “노수현(盧壽鉉)”. 예술로. 2008년 6월 4일에 확인함.[깨진 링크(과거 내용 찾기)]
- 이태호 (2005년 4월 15일). “청산해야할 역사적 기억/ 1940년대 초반 친일 미술의 군국주의적 경향성 ② - 미술이 대중 황국신민화의 도구”. 컬처뉴스.